# Amherst (Nova Hampshire)
Amherst é uma aldeia localizada no condado de Hillsborough no estado estadounidense da Nova Hampshire. No Censo de 2010 tinha uma população de 11.201 habitantes e uma densidade populacional de 124,59 pessoas por km².

## Geografia
Amherst encontra-se localizado nas coordenadas 42° 52′ 30″ N, 71° 36′ 02″ O. Segundo o Departamento do Censo dos Estados Unidos, Amherst tem uma superfície total de 89,91 km², da qual 88,55 km² correspondem a terra firme e (1,51%) 1,36 km² é água.

## Demografia
Segundo o censo de 2010, tinha 11.201 pessoas residindo em Amherst. A densidade de população era de 124,59 hab./km². Dos 11.201 habitantes, Amherst estava composto por 95,82% brancos, 0,49% eram negros, 0,13% eram ameríndios, 1,7% eram asiáticos, 0,04% eram isulares do Pacífico, 0,36% eram de outras raças e 1,46% pertenciam a duas ou mais raças. Do total da população 1,95% eram hispânicos ou latinos de qualquer raça.